# Itzik Dadya
Itzik Dadya (hebraíco: איציק דדיה) é um cantor israelita.

## Biografia
Nascido no dia 18 de dezembro de 1993, Itzik Dadya cresceu na cidade israelita de Netivot. Começou aos 6 anos a cantar nas sinagogas de Netivot. Mais tarde, viria a fazer parte do coro da escola, e participaria em vários concursos de canto.
Pouco tempo depois do seu Bar-Mitzva, participou no grupo Os «Kinderlach».
Em Outubro 2013, Itzik Dadya ingressou nas Forças de Defesa de Israel.

## Discografia
- Am Israel Khai (2011)
- Lachir Mehanchamah (2011)